# Calle de la Platería
El conjunto histórico de la Calle de la Platería, junto con la Plaza del Ochavo forma parte del conjunto mercantil de la antigua plaza del Mercado de Valladolid y el barrio de artesanos que tuvo que ser reedificado tras el incendio de 1561. 

## Historia

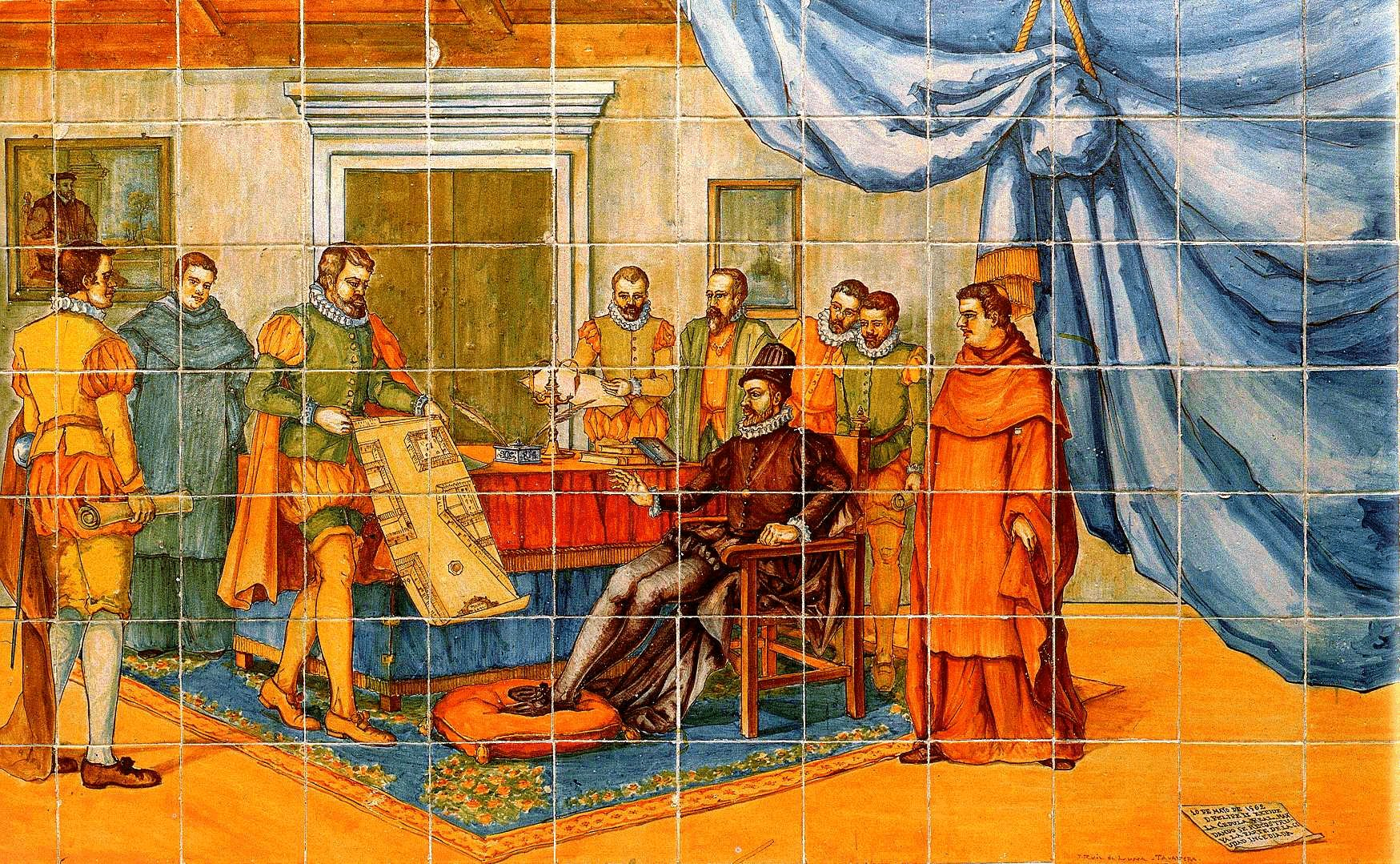
Felipe II ordena la reconstrucción de la parte incendiada.

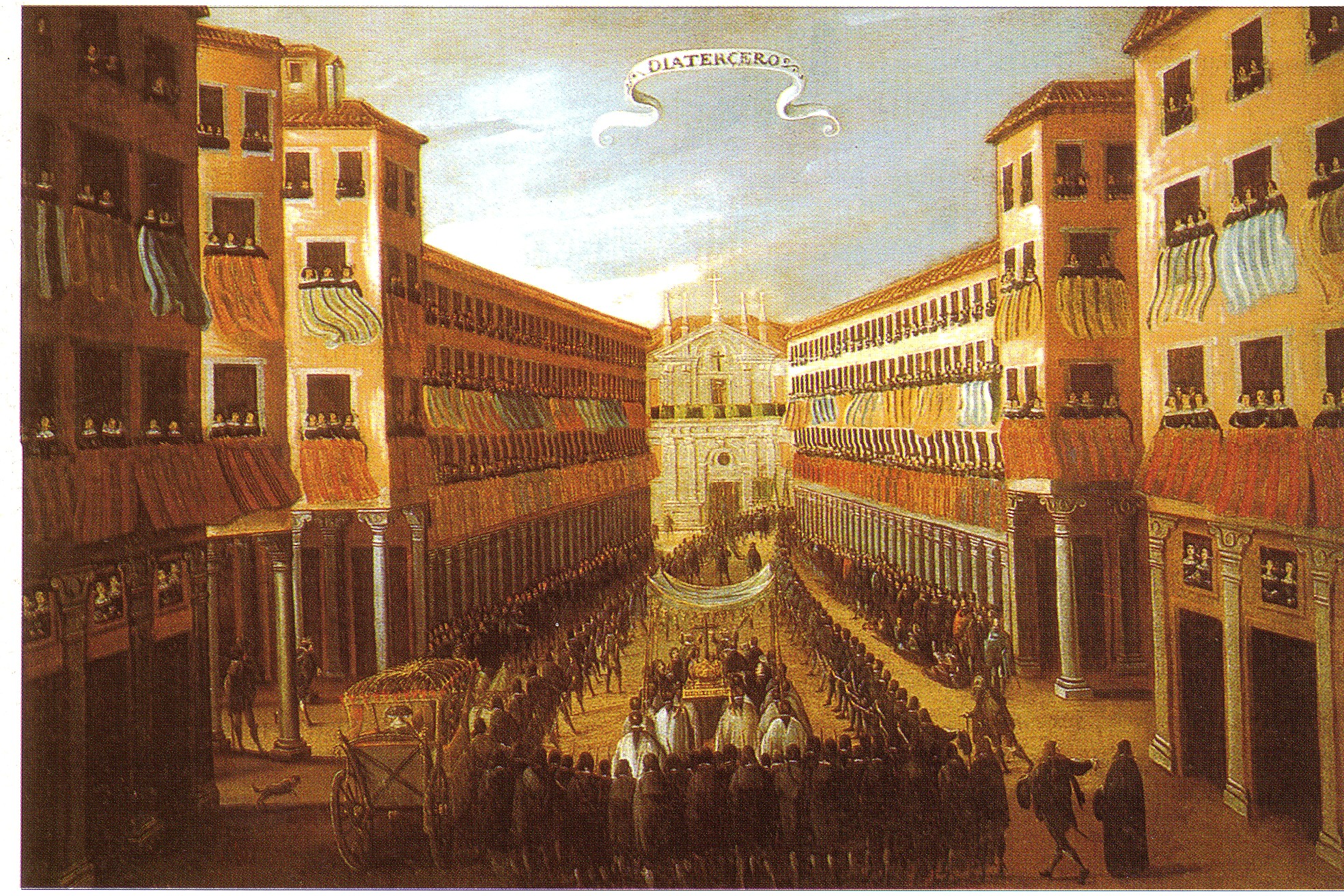
Visión de la Procesión de la Cruz de Mayo discurriendo por la Calle de la Platería.

A principios del siglo XVI, la calle de la Platería (denominada entonces de la Costanilla), se situaba de forma semejante al Ponte Vecchio florentino sobre uno de los ramales del río Esgueva. El incendio de 1561, que comenzó el día de San Mateo, 21 de septiembre, y que se prolongó durante cincuenta horas, destruyó la décima parte de la ciudad y especialmente su centro comercial: la plaza del Mercado y las calles gremiales que rodeaban a dicha plaza, incluida la calle de la Platería.
Francisco de Salamanca, arquitecto real de Felipe II, planteó un proyecto que es considerado el punto de partida de la urbanística moderna. Supuso un hito urbanístico tanto para España como para América y que también tuvo repercusiones en Italia.
Este proyecto aprobado por Felipe II preveía un modelo de reconstrucción a lo romano, siguiendo al tratadista Marco Vitruvio con la construcción de plazas regulares mediante soportales (la Plaza Mayor de Valladolid), fachadas unitarias con balcones y alineamiento de calles. Estas nuevas construcciones debían respetar las proporciones clásicas, tomando como base el ladrillo o el pie castellano (28 cm) modula planta y alzado de los edificios, plazas y calles. Los materiales usados siguen la tendencia impuesta por los Austrias: ladrillo visto en las fachadas revestido en rojo almagre y gris para las columnas, zapatas y dinteles procedentes de Cardeñosa (Ávila), junto con la forja de hierro en los balcones y carpinterías pintadas en verde.
El eje formado por la plaza del Ochavo, la calle de la Platerías y la iglesia de la Vera Cruz es el espacio mejor conservado del proyecto de reedificación del siglo XVI y también el más significativo, permite imaginar desde la acera de los impares la apariencia final del conjunto proyectado con modificaciones superficiales que el neoclasicismo introdujo. 

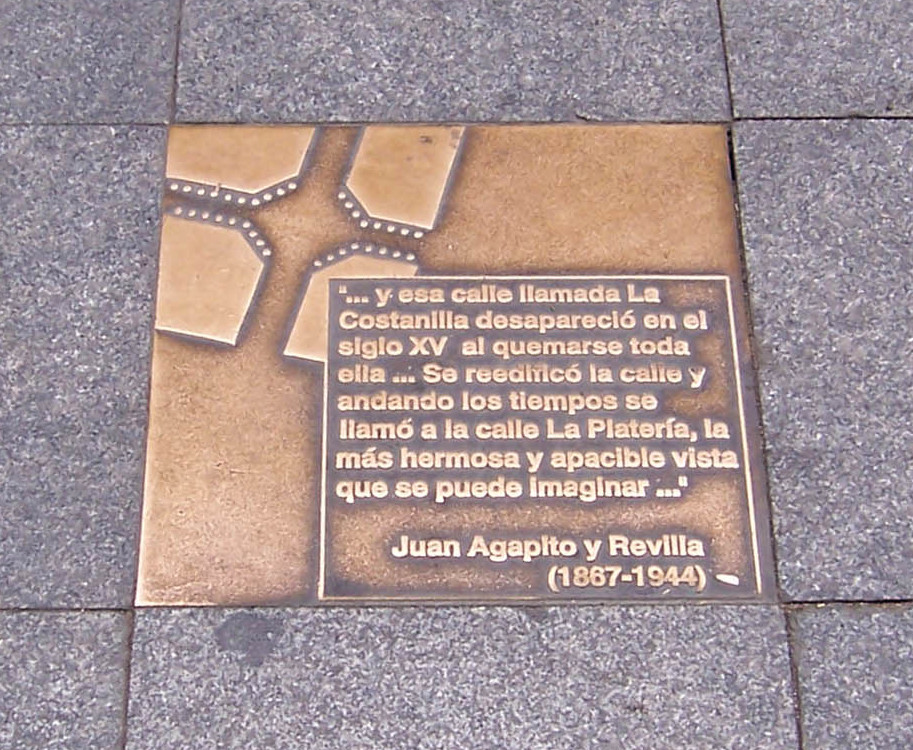
Placa en el suelo que ilustra algo de historia

La calle de la Platería es un prototipo de la perspectiva renacentista de finales del siglo XVI y un testimonio urbanístico de la época. Por esta calle discurría el ramal norte del río Esgueva, por lo que padeció frecuentes inundaciones, también incendios que propiciaron diferentes reformas entre los siglos XVII y XX. Durante muchos años fue la principal calle gremial de Valladolid.
El patrono de la ciudad, san Pedro Regalado, nació en 1390 en una de las casas de esta calle, que hoy se señala con una placa junto a los balcones.
En 1881 se instalaron los raíles que formaron parte de la primera línea en servicio del tranvía de Valladolid, que unía la Estación del Norte con San Quirce pasando por la Plaza Mayor. El trazado fue modificado antes del cambio a tracción eléctrica en 1910, de modo que el tranvía dejó de recorrer esta calle.

## Iglesia de Nuestra Señora de la Vera Cruz

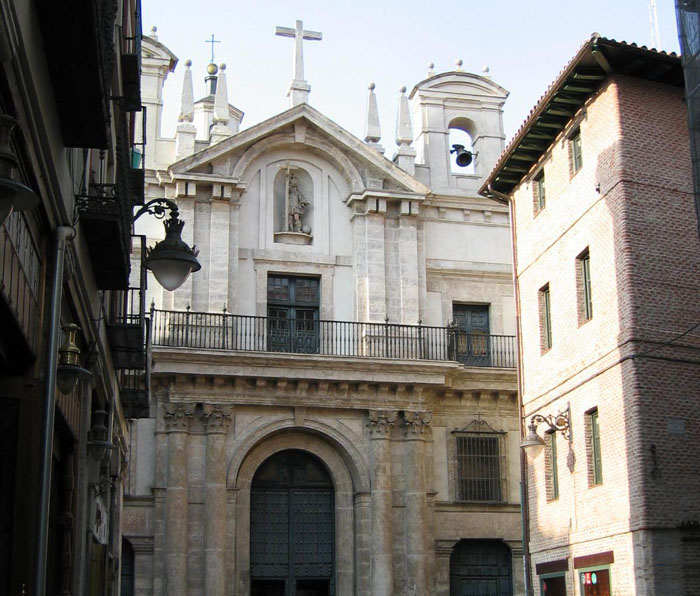
Fachada de la iglesia de la Vera-Cruz, situada al final de la calle.

En 1508, el Ayuntamiento vendió a la Cofradía Penitencial de la Santa Vera Cruz el suelo donde habría de ser edificada su sede, aunque con la aprobación de Felipe II. Pedro Mazuecos, su primer arquitecto, trazó un templo de una sola nave, con cúpula, que respetaba el telón arquitectónico que se había construido al mismo tiempo de la reconstrucción de la calle. En 1595, Diego de Praves realizó la fachada con la presencia del balcón propio de las iglesias de las cofradías penitenciales de la época.
El templo se amplió en 1665, manteniendo su fachada. Con esta mejora, se edificaron capillas para los pasos más grandes y se estableció el retablo mayor. 
En su interior, la iglesia acoge varios pasos que participan en las procesiones de la Semana Santa de Valladolid, obra de escultores barrocos como Gregorio Fernández o Andrés de Solanes.

## Finales delsigloXXy comienzos delXXI

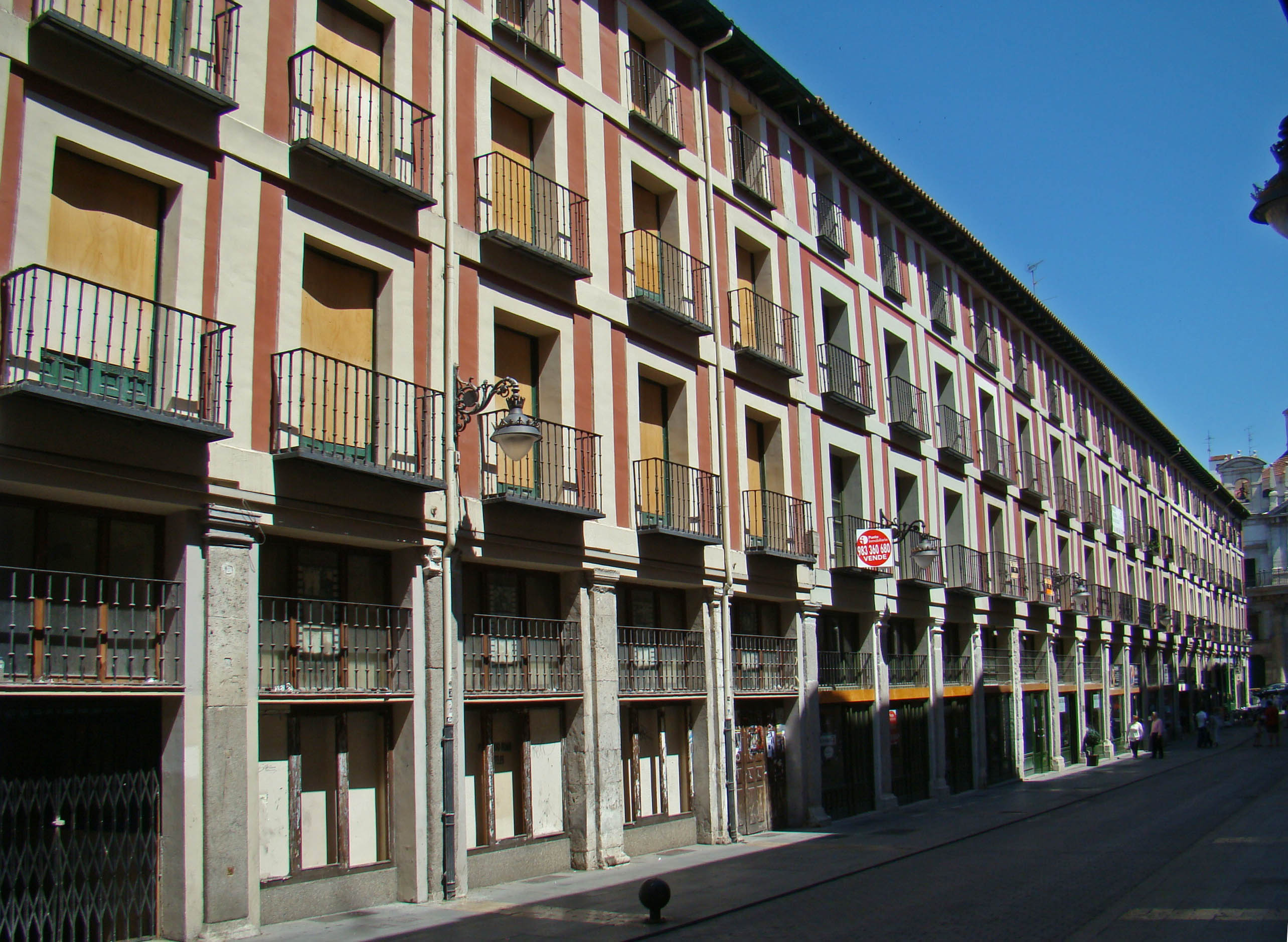
Acera de los impares

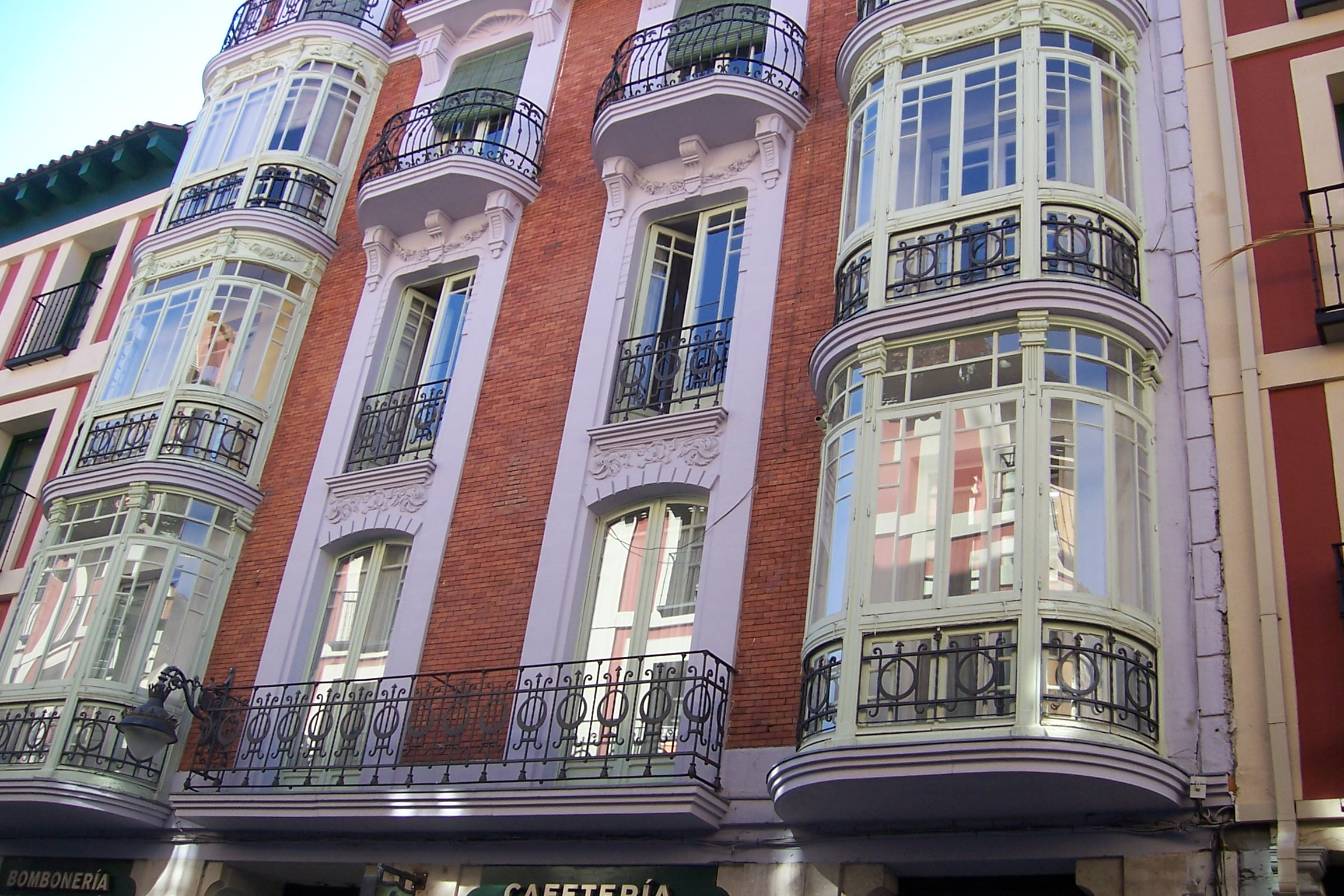
Un edificio restaurado

En 1995 se colocaron los primeros andamios de sujeción para evitar derrumbes, ya que desde 1985 hay edificios con problemas. Hoy, 20 años después, algunos todavía no se han reformado o ni se han vuelto a construir. En todo este tiempo, 16 comerciantes han tenido que levar anclas y marcharse, algunos porque sus edificios se han convertido en solares, otros porque su negocio también ha notado las incomodidades de las obras. 
En abril de 2004, por ejemplo, estuvo cerrada al tránsito de peatones durante 27 días seguidos ante el riesgo de que un edificio se cayera. Entre los motivos que explican la longevidad de estas obras destacan dos: por un lado, que en los edificios que necesitaban reforma existían multitud de propietarios e inquilinos con rentas antiguas y bajas, lo que en muchos casos alargó los trámites de desalojo para iniciar las mejoras. Por otro, que en varios portales en los que se iba a construir existían bóvedas del antiguo ramal norte del Esgueva y hubo que esperar la decisión de Patrimonio, que se prolongó en el tiempo, para ver si había que respetarlas o simplemente destruirlas. En diciembre de 2008, se retiraron buena parte de los andamios de la calle, aunque continúan las obras en varios inmuebles.